# Olympische Sommerspiele 1968/Teilnehmer (Südkorea)
| Gelbes Symbol für Goldmedaillen mit stilisierten Olympischen Ringen | Graues Symbol für Silbermedaillen mit stilisierten Olympischen Ringen | Braundes Symbol für Bronzemedaillen mit stilisierten Olympischen Ringen |
| ------------------------------------------------------------------- | --------------------------------------------------------------------- | ----------------------------------------------------------------------- |
| —                                                                   | 1                                                                     | 1                                                                       |

Südkorea nahm an den Olympischen Sommerspielen 1968 in Mexiko-Stadt mit einer Delegation von 54 Athleten (41 Männer und 13 Frauen) an 43 Wettkämpfen in elf Sportarten teil. 
Die südkoreanischen Athleten gewannen eine Silber- und eine Bronzemedaille. Beide Medaillengewinne gelangen im Boxen: Jee Yong-ju sicherte sich im Halbfliegengewicht Silber, Chang Kyou-chul belegte im Bantamgewicht den dritten Platz.

## Teilnehmer nach Sportarten

### Basketball
- 14. Platz
Choi Jong-gyu
Ha Ui-geon
Kim In-geon
Kim Mu-hyeon
Kim Yeong-il
Gwak Hyeon-chae
Lee Byeong-gu
Lee In-pyo
Park Han
Sin Dong-pa
Yu Hui-hyeong

### Boxen
- Jee Yong-ju
Halbfliegengewicht: Silber

- Seo Sang-yeong
Fliegengewicht: in der 1. Runde ausgeschieden

- Chang Kyou-chul
Bantamgewicht: Bronze

- Kim Seong-eun
Federgewicht: im Achtelfinale ausgeschieden

- Lee Chang-gil
Leichtgewicht: in der 1. Runde ausgeschieden

- Kim Sa-yong
Halbweltergewicht: im Viertelfinale ausgeschieden

- Park Gu-il
Weltergewicht: in der 1. Runde ausgeschieden

### Gewichtheben
- Yang Mu-sin
Federgewicht: 7. Platz

- Won Sin-hui
Leichtgewicht: 5. Platz

- Lee Chun-sik
Mittelgewicht: 5. Platz

- Lee Jong-seop
Halbschwergewicht: 8. Platz

- Yun Seog-won
Mittelschwergewicht: 12. Platz

- Hwang Ho-dong
Schwergewicht: ohne gültigen Versuch

### Leichtathletik
Männer
- Lee Myeong-jeong
Marathon: 29. Platz

- Kim Bong-nae
Marathon: 38. Platz

- Lee Sang-hun
Marathon: 46. Platz

Frauen
- Baeg Ok-ja
Kugelstoßen: 13. Platz

### Radsport
- Gwon Jung-hyeon
Straßenrennen: Rennen nicht beendet
Bahn Sprint: im Vorlauf ausgeschieden
Bahn 4000 m Einerverfolgung: überholt und damit ausgeschieden

- Kim Gwang-seon
Bahn Sprint: im Vorlauf ausgeschieden
Bahn 1000 m Zeitfahren: 26. Platz

### Ringen
- Sin Sang-sik
Fliegengewicht, griechisch-römisch: in der 4. Runde ausschieden

- An Cheon-yeong
Bantamgewicht, griechisch-römisch: in der 4. Runde ausschieden

- Kim Ik-jong
Federgewicht, griechisch-römisch: in der 3. Runde ausschieden

- Seo Hun-gyo
Leichtgewicht, griechisch-römisch: in der 4. Runde ausschieden

- O Jeong-ryong
Fliegengewicht, Freistil: in der 4. Runde ausschieden

- Jang Gyeong-mu
Bantamgewicht, Freistil: in der 2. Runde ausschieden

- Choi Jeong-hyeok
Federgewicht, Freistil: in der 4. Runde ausschieden

- Seo Yong-seok
Weltergewicht, Freistil: in der 4. Runde ausschieden

### Schießen
- An Jae-song
Freie Pistole 50 m: 34. Platz

- Kim Yong-bae
Freie Pistole 50 m: 45. Platz

### Schwimmen
Frauen
- Nam Sang-nam
100 m Schmetterling: im Vorlauf ausgeschieden
200 m Schmetterling: im Vorlauf ausgeschieden

### Turnen
Männer
- Kim Chung-tae
Einzelmehrkampf: 42. Platz
Boden: 65. Platz
Pferdsprung: 92. Platz
Barren: 49. Platz
Reck: 33. Platz
Ringe: 54. Platz
Seitpferd: 24. Platz

### Volleyball
Frauen
- 5. Platz
An Gyeong-ja
Hwang Gyu-ok
Kim Yeong-ja
Kim Oe-sun
Lee Eun-ok
Lee Hyang-sim
Mun Gyeong-suk
Park Geum-suk
Seo Hui-suk
Yang Jin-su

### Wasserspringen
Männer
- Song Jae-ung
3 m Kunstspringen: 22. Platz
10 m Turmspringen: 31. Platz

Frauen
- Park Jeong-ja
3 m Kunstspringen: 21. Platz
10 m Turmspringen: 24. Platz